# تپه خرابه قدیرلو
تپه خرابه قدیرلو مربوط به دوره اشکانیان است و در شهرستان مشگین‌شهر، بخش ارشق، دهستان ارشق مرکزی، روستای خرابه قدیرلو واقع شده و این اثر در تاریخ ۲۶ اسفند ۱۳۸۷ با شمارهٔ ثبت ۲۵۷۹۵ به‌عنوان یکی از آثار ملی ایران به ثبت رسیده است.